# Pipunculus nanus
Pipunculus nanus är en tvåvingeart som beskrevs av Skevington 1998. Pipunculus nanus ingår i släktet Pipunculus och familjen ögonflugor. Inga underarter finns listade i Catalogue of Life.